# Бандровский, Генрих Иосифович
Генрих Иосифович Бандровский (укр. Генріх Йосипович Бандровський; 28 апреля 1929, Свирнево, Первомайский округ — 5 августа 2008, Ужгород) — советский украинский государственный и партийный деятель. Первый секретарь Закарпатского обкома КП Украины (1980—1990).

## Биография
Родился в семье служащих Иосифа и Ефросиньи Казимировны Бандровских. Окончил среднюю школу в городе Измаиле.
В 1953 г. окончил радиотехнический факультет Киевского политехнического института, инженер автоматики и телемеханики.
Член КПСС с 1953 г.
В 1953 г. переехал во Львов:
- 1953—1955 гг. — мастер участка, старший технолог, начальник цеха Львовского завода «Теплоконтроль»,
- 1955—1962 гг. — инструктор Львовского областного комитета КПУ; заведующий отделом Львовского городского комитета КПУ,
- 1962—1965 гг. — первый секретарь Шевченковского районного комитета КПУ г. Львова.

В 1964—1980 гг. — первый секретарь Львовского городского комитета КПУ. В 1980—1990 гг. — первый секретарь Закарпатского обкома Компартии Украины.
Депутат Совета Союза Верховного Совета СССР 11-го созыва от Закарпатской области. Депутат Верховного Совета УССР 7—10 созывов. Член ЦК КПУ (1976—1990).
С 1990 г. на пенсии.
Похоронен на Ужгородском кладбище «Кальвария».

## Семья
Жена Изольда Константиновна, дети Ирина и Александр (1959 г. р., украинский историк).

## Биография
Награждён орденом Ленина, орденом Дружбы народов, двумя орденами Трудового Красного Знамени, многими медалями.